# Вълчо Иванов (певец)
 Тази статия е за певеца Вълчо Иванов.  За политика вижте Вълчо Иванов.  
Вълчо Иванов е български народен певец от Тракийската фолклорна област.

## Биография
Вълчо Иванов е роден на 15 август 1947 г. в село Тракия, разположено в община Опан, област Стара Загора. Пее от дете, но не е завършил музикално училище. Заслушва от дете по седенките в песните на жените, опитва се да им подражава, събира с постоянство свой репертоар. През 1963 г. народната певица и редактор в Радио Стара Загора Петкана Захариева му помага да направи първите си записи в медията. По-късно звукозаписната му дейност продължава в Радио Пловдив и Българското национално радио, където е оставил повече от 150 песни – образци на тракийския изпълнителски стил. Бил е солист на Ансамбъла в Димитровград и ансамбъл „Китна Тракия“ в Хасково. Работил е с известни състави от Тракия, като оркестра на Иво Папазов, оркестрите „Канарите“, „Родопи“, Конушенската група и много други. Концертирал е в Австрия, Германия, Белгия, СССР и др. Репертоарът му е разнообразен и включва над 200 песни. Сред най-известните му песни са „Жениш ма, мамо, годиш ма“, „Буен вятър духа“, „Алтън бяла Борянчица“, „Янка на чардак седеше“, „Разболял ми сай Никола“, „Сън сънувах“, „Мари Тодоро“ (дует със Сирма Шиварова), „Събрал е Елмаз, понабрал“ (песен, записана в Радио „Стара Загора“ през 1966 г.) и много други. Награждаван със златни медали на съборите-надпявания в Копривщица и Ямбол.
През 2007 г., при катастрофа, на 20-годишна възраст загива синът на Вълчо Иванов. Това събитие откъсва за дълго певеца от сцената.
През 2016 г. е награден от кмета на Опан с високото отличие „Грамота за особени заслуги“.
През 2017 г. Николай Чапански, издател и водещ на фолклорни предавания по Радио „Пловдив“, събира в книгата „Песните на златна Тракия“ спомени за живота и творчеството на Вълчо Иванов, отзиви на колеги и почитатели за приноса му в народната музика. Публикувани са и част от любимите песни на изпълнителя, които са нотирани.

## Дискография

### Малки плочи
- 1970 – „Вълчо Иванов“/ „Димитрина Кунева“ (Балкантон – ВНК 2950)[4]
- 1974 – „Пее Вълчо Иванов“ (Балкантон – ВНК 3126)[5]

### Дългосвирещи плочи
- 1976 – „Стефка Съботинова“/ „Вълчо Иванов“ (Балкантон – ВНА 2012)[6]
- 1984 – „Тракийски народни песни“ (Балкантон – ВНА 11428)[7]

### Компактдискове
- 2012 – „Vulcho Ivanov. Bulgarian Folklore Songs vol. 7“ (Балкантон)